# Parathion

Parathion - strukturní vzorec

Parathion, O,O-diethyl-O-(4-nitrofenyl)-thiofosfát, je vysoce toxický organofosfátový insekticid (hubí hmyz) a akaricid (hubí roztoče).
Byl vyvinut německou firmou IG Farben v roce 1940. Je znám pod nejrůznějšími obchodními názvy, nichž nejznámější je německé označení E605. Nejčastěji se používá na polích s bavlnou a rýží.

## Ekologická a zdravotní rizika

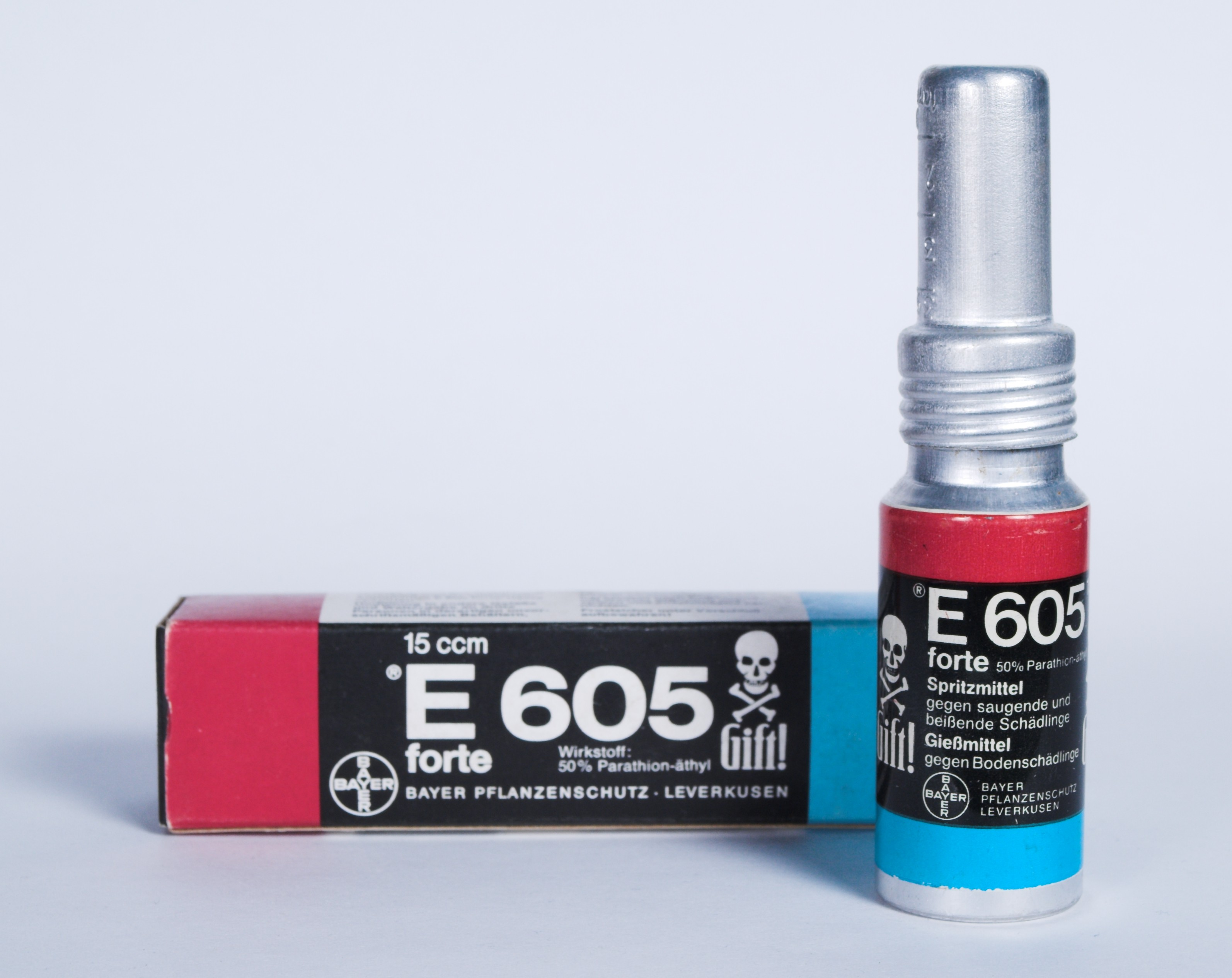
Komerční produkt s obsahem parathionu - E605

Parathion je inhibitorem enzymu acetylcholinesterázy. Proniká do těla kůží, sliznicemi, potravou i vdechováním. Může způsobit bolest hlavy, zvracení, křeče, poruchy vidění, průjem, až bezvědomí. Podle americké agentury pro životní prostředí U.S. EPA je možným lidským karcinogenem.,
Parathion je vysoce toxický pro ptáky, pro ryby a vodní bezobratlé je toxický středně. Byl zakázán v mnoha státech EU, ve Švýcarsku, v Peru nebo v Chile.
Mezinárodní agentura pro výzkum rakoviny (IARC) v roce 2015 zařadila parathion mezi karcinogeny.